# Alison Avoine
Alison Avoine   (Le Cateau-Cambrésis, 5 de gener de 2000) és una ciclista francesa.

## Biografia
Nascuda l'any 2000 a Neuvilly (departament del Nord, a França), va debutar en el ciclisme acompanyant son germà a un entrenament de ciclocròs.
| «                                                                  | Vaig començar a anar amb bicicleta als 14 anys, m'entrenava a córrer curses de cross, quan vaig pujar a una bicicleta de ciclocròs per a provar-ho. Inicialment, competia com a cadet 1 al CC Cambrai. Després em vaig incorporar a la DN1 de la UVCA Troyes en la categoria júnior 2, i a partir d'aleshores, només vaig fer curses de carretera i vaig deixar el ciclocròs. | » |
| — Alison Avoine, Rencontre avec Alison Avoine (St Michel Auber 93) | |   |

Així, provinent del club local de Cambrai, al final del 2021 va signar el seu primer contracte professional amb l'equip Saint Michel-Auber93, sense deixar de perseverar en els estudis en neuropsicologia clínica a la Universitat de Lilla que tenia.
El 2022, es va estrenar a la Paris-Roubaix Femmes 2022 i, després, va ser triada per a anar al Tour de França, on va patir força durant la primera etapa a causa d'una insolació. L'endemà va haver d'ajudar la seva líder, que va caure durant la cursa.

### Resultats a les Grans Voltes

#### Tour de França
- 2022: 108a posició
- 2024: Abandona a la 8a etapa
- 2025: 123a posició